# Jambringin
Jambringin is een bestuurslaag in het regentschap Pamekasan van de provincie Oost-Java, Indonesië. Jambringin telt 5166 inwoners (volkstelling 2010).